# Shooting Star (chanson de David Rush)
Pour les articles homonymes, voir Shooting Star.
Singles par David Rush
Go Girl
(2007)
Singles par LMFAO
I'm in Miami Bitch
(2009)
Singles par Pitbull
Feel It
(2009) I Know You Want Me (Calle Ocho)
(2009)
Singles par Kevin Rudolf
Welcome to the World
(2009) N.Y.C.
(2009)
Shooting Star est une chanson de l'artiste américain David Rush, extrait de son 1er album studio on retrouve la collaboration de Kevin Rudolf, LMFAO, et du rappeur Pitbull. La version single est le remix "Party Rock" des LMFAO.

## Classement par pays
| Classement (2009)                    | Meilleure position |
| ------------------------------------ | ------------------ |
| Canada Canadian Hot 100              | 66                 |
| États-Unis Billboard Pop 100         | 33                 |
| États-Unis Billboard Rhythmic Top 40 | 9                  |